# 遠藤松五郎
遠藤 松五郎（えんどう まつごろう、生没年不詳）は江戸時代の浮世絵版画の彫師。

## 来歴
明和年間に神田紺屋町に住んでいた。鈴木春信、一筆斎文調、勝川春章の絵本の彫りを担当している。

## 作品
- 鈴木春信 『絵本さゞれ石』 明和3年（1766年） ※「東都彫工 遠藤松五郎」とある
- 鈴木春信 『絵本青楼美人合』 明和7年（1770年） ※「剞劂氏 遠藤松五郎」とある
- 一筆斎文調・勝川春章 『絵本舞台扇』 明和7年 ※「神田紺屋町 彫工 遠藤松五郎」とある
- 鈴木春信 『絵本春乃錦』 明和8年（1771年） ※「彫工 遠藤松五郎」とある